# (2928) Epstein
(2928) Epstein (1976 GN8) – planetoida z grupy pasa głównego asteroid okrążająca Słońce w ciągu 5,22 lat w średniej odległości 3,01 j.a. Odkryta 5 kwietnia 1976 roku.